# キル (ウォーターフォード県)
キル（英語: Kill、アイルランド語: an Chill）は、アイルランド・マンスター地方ウォーターフォード県の村。人口は349人（2022年国勢調査）。
地域道R681号線沿い、ダンガーヴァンとTramoreの間に位置する。タウンランド（Townland）はキルバリーメーデン（Kilbarrymeaden）とSleveenに所属している。
村名はアイルランド語で教会を意味し、かつての中世の教区キルバリーメーデンに由来する。キルバリーメーデンは村から南西に2キロメートルの場所にある。
パブはThe WellとDunphy'sの2店舗がある。